# Krasimir Balakov
Krasimir Genchev Balakov - em búlgaro, Красимир Генчев Балъков (Veliko Tarnovo, 29 de março de 1966) é um treinador e ex-futebolista búlgaro que atuava como meio-campista.
Foi uma das peças fundamentais da seleção que acabou na 4ª posição do Campeonato do Mundo de 1994. Depois de Hristo Stoichkov, foi um dos grandes jogadores da sua geração.

## Carreira
Balakov começou a sua carreira no clube local, o FC Etar Veliko Tarnovo, antes de se transferir para o Sporting em 1990, onde ganhou na época de 1994/1995 a Taça de Portugal. Em 1995, transferiu-se para a Liga Alemã para o VfB Stuttgart, onde ganhou a Taça Intertoto em 2000 e 2002, bem como a Copa da Alemanha em 1997. Retirou-se em 2003.

## Seleção Nacional
Balakov foi internacional por 92 vezes, sendo um dos mais internacionais do seu país, entre 1988 e 2003, marcando um total de 16 golos. Jogou também pelo seu país no Campeonato Europeu de Futebol de 1996 em Inglaterra e no Campeonato do Mundo de 1998 em França.

## Carreira de treinador
Balakov orientou o Grasshopper, clube da Liga Suíça, acabando por abandonar por não ter conseguido levar a equipa á Taça UEFA.